# Schloss Purgstall

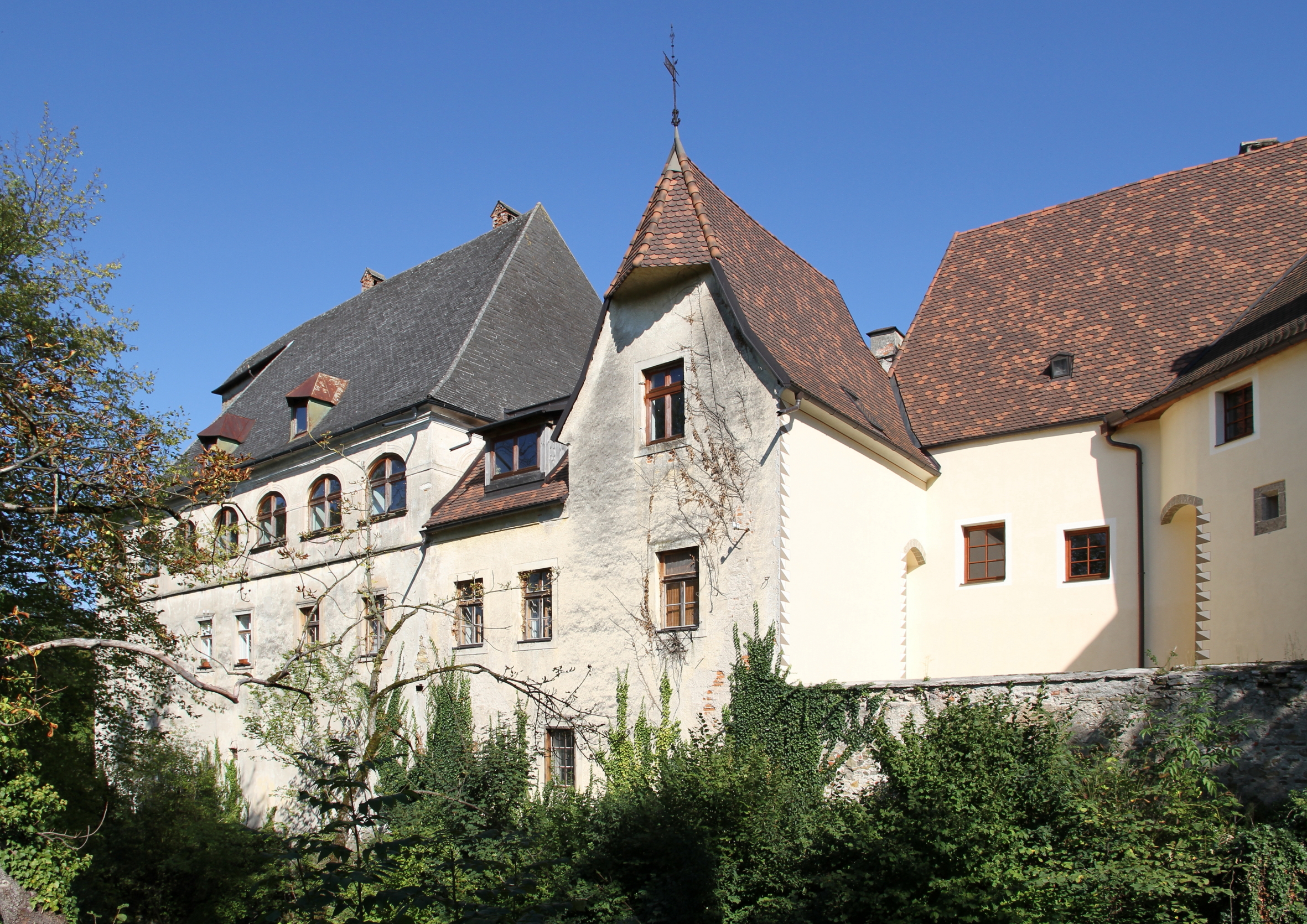
Schloss Purgstall, Teil der Westfassade

Das Schloss Purgstall ist eine denkmalgeschützte Schlossanlage in der niederösterreichischen Marktgemeinde Purgstall an der Erlauf. Sie liegt im nördlichen Teil des Kernorts auf einem annähernd dreieckigen Plateau aus Konglomeratfels an der Mündung des Feichsenbachs in die Erlauf und ist wohl die bedeutendste Anlage im Flusstal. Die heterogene Architektur des Ensembles verdeutlicht sehr gut, wie die Anlage ab dem 13. Jahrhundert von ihren jeweiligen Eigentümern immer weiter aus- und umgebaut sowie vergrößert wurde. Das Schloss befindet sich in Privatbesitz und ist nicht zu besichtigen, lediglich ein Teil des Schlossparks ist für die Öffentlichkeit zugänglich.

## Geschichte
Um 1100 ließ das Bistum Regensburg auf dem heutigen Schlossareal eine Siedlung samt Burg errichten. Gegenüber am anderen Flussufer lag bereits eine Siedlung samt Pfarrkirche, die jedoch zum Herrschaftsgebiet des Bistums Passau gehörte. 1121/1122 übergaben die Regensburger Bischöfe Purgstall an das edelfreie Geschlecht der Herren von Lengenbach. Die Brüder Hartwig, Heinrich und Otto von Lengenbach erscheinen in Urkunden des 12. Jahrhunderts manchmal auch mit der Herkunftsbezeichnung „de Purchstall“. 1236 gelangte der Besitz als Erbe an die Eisenbeutel, von denen ein Teil der Burg an die Familie Häusler überging. Letztere wohnte nicht selbst auf der Anlage, sondern setzte dort Burggrafen ein.

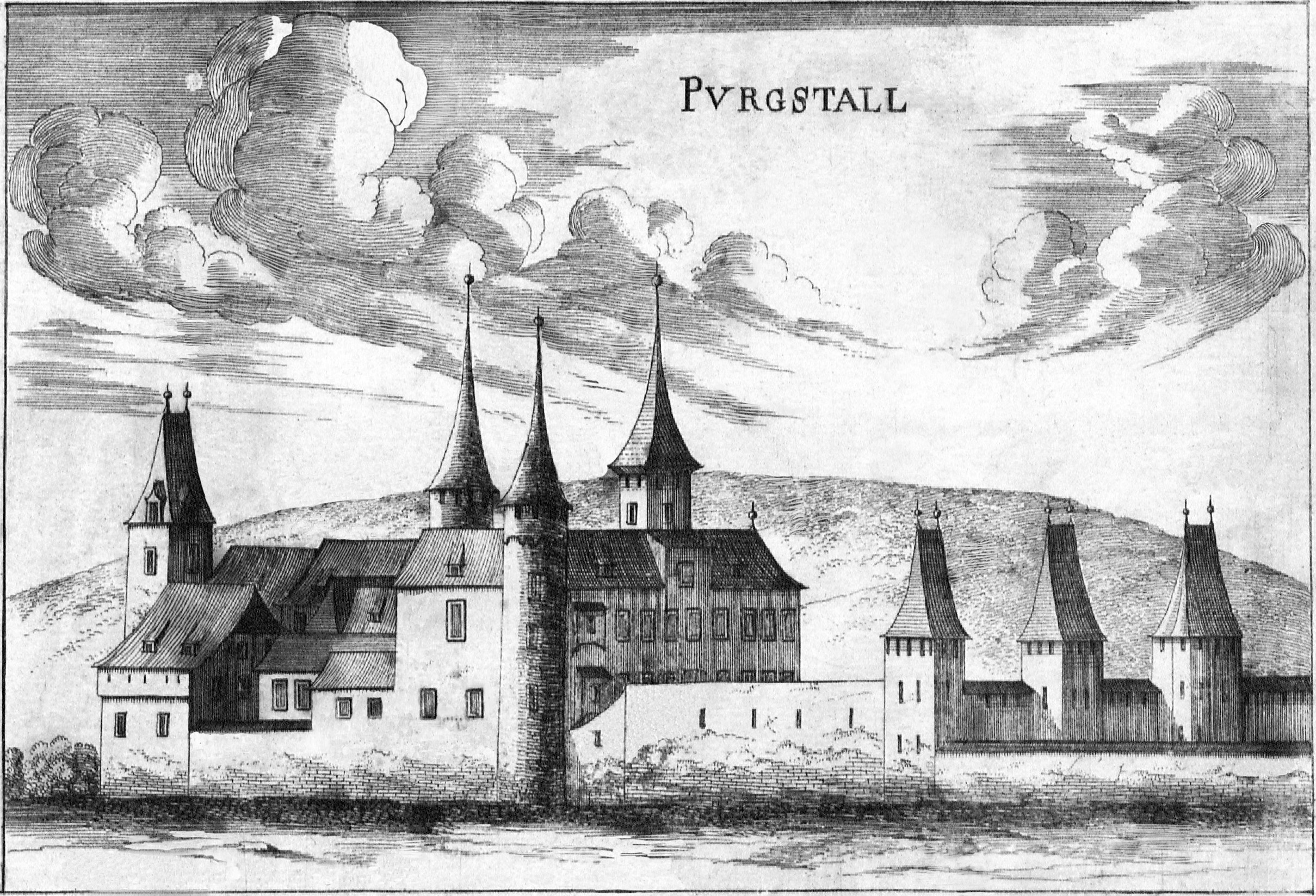
Schloss Purgstall auf einem 1672 veröffentlichten Stich Georg Matthäus Vischers

Die Bistumssiedlung erhielt um 1360/1380 das Marktrecht zugesprochen und im selben Zeitraum eine hohe Befestigungsmauer. Ungefähr zur gleichen Zeit verkauften Jans der Häusler und sein Sohn Marichart ihren Anteil an Purgstall 1375 an Heinrich von Wallsee, der die „Vest Purchstall“ ebenfalls durch Burggrafen verwalten ließ. Im Jahr 1387 erwarb Heinrich auch die zweite Hälfte an der Burg und vereinte den Besitz somit wieder in einer Hand. Seine Familie ließ im frühen 15. Jahrhundert den östlichen Zwinger überbauen und den Südflügel neu errichten. Außerdem baute sie in der Südwest-Ecke des Areals eine Burgkapelle und verband diese mit dem Westtrakt, sodass sich Purgstall nach Ende der Bauarbeiten als hochgotische Dreiflügelanlage präsentierte. Begleitende Maßnahmen waren die Verstärkung des südlichen Zwingers und die Vertiefung des Halsgrabens. Kurze Zeit später wurde zudem der Ostzwinger mit heute noch existierenden Wehrerkern ausgestattet.
Durch die Heirat einer Tochter Reinprechts III. von Wallsee kam die Anlage 1483 an die Grafen von Schaunberg. 1492 veräußerte Graf Siegmund von Schaunberg die Burg im Namen seines Mündels Georg an Volkhard von Auersperg. Dessen Familie errichtete an der Südost-Ecke des Burgareals einen zweiflügeligen Bau mit dreigeschoßigem Erker und einer Prunkhalle mit Schlingrippengewölbe sowie anschließendem Arkadengang. In der Burgkapelle ließ sie zudem die heutige Empore einbauen. Weitere Um- und Ausbauten im 15. und 16. Jahrhundert führten dazu, dass aus der einstigen Wehranlage allmählich ein Renaissanceschloss wurde.
Im Jahr 1568 kam es zur Teilung der Anlage zwischen dem katholischen und protestantischen Zweig der Eigentümerfamilie. Die nördliche Hälfte des katholischen Familienzweigs hieß fortan Neuschloss, während der südliche Teil der protestantischen Familienmitglieder Altschloss genannt wurde. Die bis 1785 andauernde Teilung zeigte sich auch architektonisch: So erhielt der Nordteil des Schlosses eine eigene Toreinfahrt mit hohem Torturm und aufwändig gestaltetem Portal. Auf einem 1672 veröffentlichten Stich von Georg Matthäus Vischer ist dieser neue Turm gut zu sehen. Etwa zur selben Zeit erfolgten auch Umbauten am Westtrakt und die Veränderung des Hauptportals im südlichen Schlossbereich, das mit Wappenfresken geschmückt wurde. Im 18. Jahrhundert kamen weitere Fresken hinzu, so an der Fassade des Nordtors und im Osttrakt der Anlage. 1843 stürzten Bauten im nördlichen Bereich der Ostseite durch einen Erdrutsch in den Fluss.

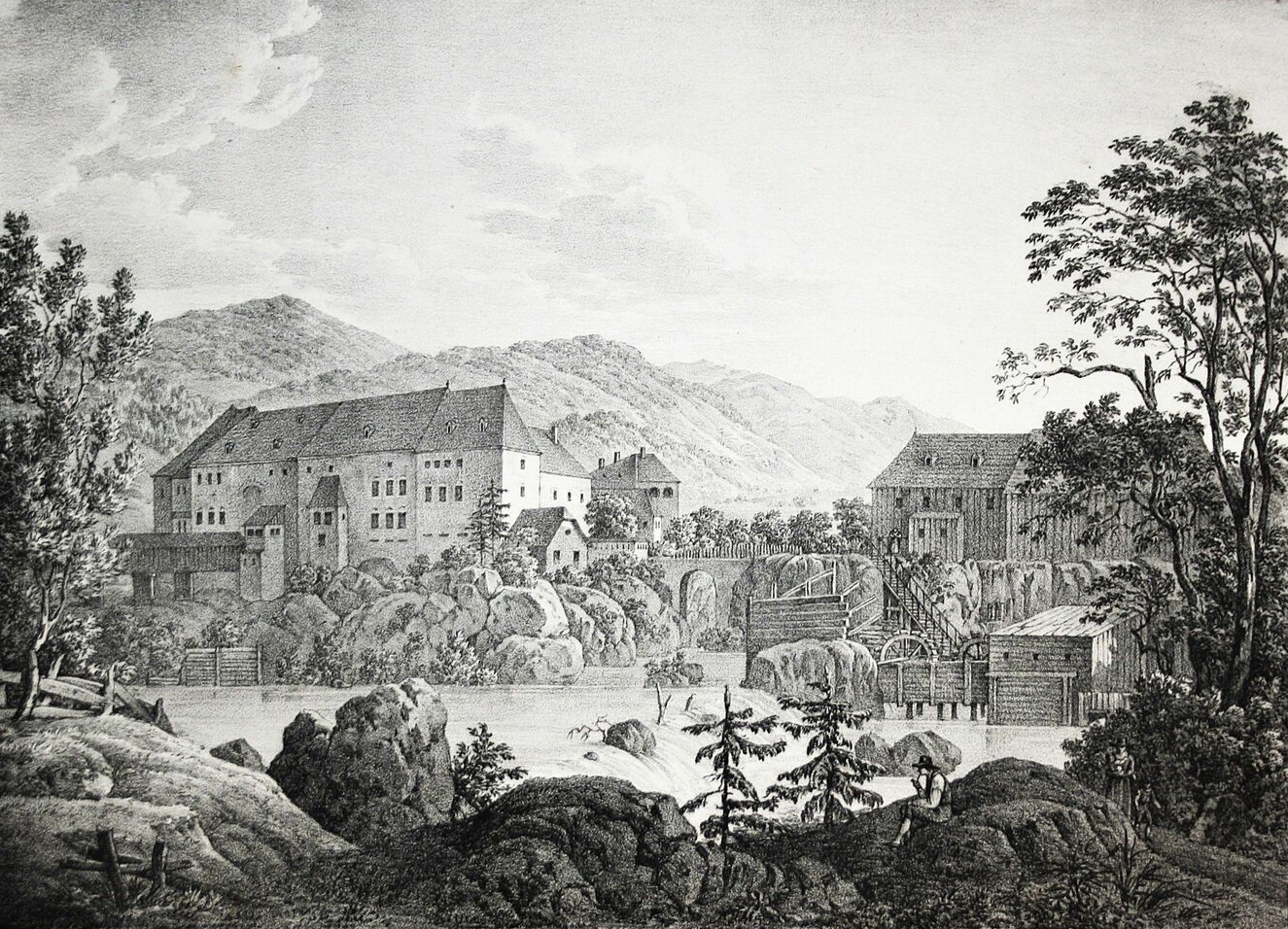
Schloss Purgstall auf einer 1833 veröffentlichten Lithografie Adolph Friedrich Kunikes

Als Auguste Sophia Fürstin Auersperg 1859 Hermann Graf Schaffgotsch heiratete, brachte sie das Schloss an diese Familie. Der neue Eigentümer ließ im Vorburgareal einen ersten landschaftlich gestalteten Garten anlegen. Für seine Frau schuf er jenseits des Feichsenbachs das Comtessengartel, dem sich südlich das Paradiesgartel mit Rosskastanien und Blumenbeeten anschloss. Als 1898 Herbert Graf Schaffgotsch nach dem Tod seines Vaters den Schlossbesitz übernahm, gestaltete er die Gärten und Freiflächen um das Schloss – unterstützt durch drei Gärtner – weiter aus. Unter ihm entstand der heute noch vorhandene Landschaftspark. Die Familie Schaffgotsch veräußerte das Schloss 1933 an den Bankdirektor Klement Florian aus Prag. Seine Familie ist heute noch Eigentümerin und nutzt die Anlage als Sitz der Florianʼschen Gutsverwaltung. Ab August 1943 nutzten die Städtischen Sammlungen Wien fünf Räume im Schloss als sicheren Einlagerungsort für einen Teil ihres Bestands. Wegen der abgelegenen Lage gab es nur geringe Verluste an den dort eingelagerten Möbeln, Waffen und Harnischen.

## Beschreibung
Schloss Purgstall ist eine zweiteilige Anlage, bestehend aus einer polygonalen Kernburg und einer südlich vorgelagerten Vorburg. Das etwa 55 × 200 Meter messende Schlossareal ist an der Nord- und Westseite vom Feichsenbach sowie an der Ostseite von der Erlauf begrenzt. Die beiden Wasserläufe konnten früher über sieben Brücken und Stege überquert werden.
Weitere ehemals zur Schlossanlage gehörende Einzelgebäude wie zum Beispiel das ehemalige Försterhaus sowie das ehemalige Jägerhaus und das einstige Gärtnerhaus stehen etwas weiter von der Kernanlage entfernt. Das Schloss ist von einem fast sieben Hektar großen Schlosspark umgeben, der sich zu beiden Seiten der Erlauf erstreckt.

### Hauptschloss
Das Hauptschloss ist eine geschlossene, unregelmäßige Anlage, deren Flügel einen schmalen Innenhof umgeben. Die Bauten des Ensembles stammen aus unterschiedlichen Epochen und verdeutlichen damit gut die allmähliche Entwicklung des Schlosses. Zu den ältesten Teilen zählt wohl die verputzte Ringmauer, zu der parallel ein vorgelagerter Zwinger verläuft. Beide stammen wie die Befestigungsmauer der Bischofssiedlung vermutlich aus dem 14. Jahrhundert.
Durch einen fast zehn Meter tiefen Halsgraben ist das Hauptschloss von der Vorburg getrennt. Über ihn führt eine Steinbrücke zum Südportal im mittig gelegenen Torturm mit verfugtem Buckelquadermauerwerk aus der Zeit der Spätromanik. Das Tor besitzt noch die mittelalterliche Nische für ein Fallgatter und zeigt über seinem Sturz das Wappenfresko des Freiherrn Sigmund Niclas von Auersperg, das durch eine Inschrift auf das Jahr 1573 datiert werden kann. Trotz renaissancezeitlicher Veränderungen ist die ursprüngliche Konzeption des Tores mit großer Zugbrücke für das Haupttor und daneben liegender kleiner Zugbrücke für die Schlupfpforte noch gut zu erkennen. Die Durchfahrt besitzt eine Decke mit Stichkappentonne und gemalten Gratbändern. Sie ist mit Sitznischen ausgestattet und stammt aus der zweiten Hälfte des 16. Jahrhunderts. Der westlich des Torturms liegende Teil des dreigeschoßigen Südflügels wurde im frühen 15. Jahrhundert unter den Wallseern errichtet. Der Rundturm mit Gesimsbändern an der Südwest-Ecke der Anlage wurde erst später angebaut. Er ist durch eine Inschrift auf das Jahr 1571 datiert. Sein Kegeldach erhebt sich über einem Blendbogenfries auf Konsolsteinen.
Im südwestlichen Schlossbereich liegt die im letzten Viertel des 14. Jahrhunderts errichtete Schlosskapelle Mariahilf. Sie ist 14 Meter lang und 4,9 Meter breit. In der Zeit von 1592 bis 1627 diente sie als protestantische Kirche. Seit Schlossumbauten in der Zeit um 1580 ist die Kapelle fast vollständig von anderen Schlossbauten umgeben. Vom Schlosshof aus ist lediglich ihre dreiseitig vortretende Apsis mit hohen Spitzbogenfenstern und einem trebepfeiler zu sehen. Aus dem Kapellendach tritt ein kleiner Rundturm mit spitzbogigen Schallfenstern und flachem Kegeldach hervor, der früher einmal höher war. Das Innere der Kapelle besitzt eine hochgotische Ausstattung. Der vierjochige Saal mit 5/8-Schluss ist von einem Kreuzrippengewölbe überspannt, dessen dreipassförmige Schlusssteine mit Wappenschildern verziert sind. An der westlichen Stirnseite befindet sich eine Empore, die von einem Kreuzgratgewölbe getragen wird. Sie ist auf das Jahr 1493 datiert und besitzt eine Brüstung mit Blendmaßwerk, das Wappendarstellungen zeigt.  Die erhaltene Wandmalerei stammt aus der Erbauungszeit, während die Kapellenglocke 1603 gegossen wurde. Kunsthistorisch ebenfalls erwähnenswert ist das Sakramentshäuschen vom Ende des 15. Jahrhunderts mit Aussetzungsnische, Wappenschildchen und Zinnenkranz.
Der Westtrakt des Schlosses besteht im Kern aus den Resten eines massiven viereckigen Turms, der vielleicht der Bergfried des 13. Jahrhunderts war. Sein Grundriss betrug 7,5 × 8,7 Meter, seine Mauern waren zwei Meter dick. In südlicher Richtung schließt sich dem Turmrest der dreigeschoßige Palas mit einem spätgotischen Kaminerker an. Die beiden Bauten wurden im 17. Jahrhundert in den Zwinger erweitert und zu einem großen Wohnbau zusammengefasst. An der Außenseite zeigt dieser im zweiten Obergeschoß korbbogige Pfeilerarkaden aus der ersten Hälfte des 18. Jahrhunderts. An der zum Hof zeigenden Fassade des Westtrakts finden sich zwei Tafeln mit reliefierten Wappeninschriften des Sigmund und der Sabrina von Auersperg. Sie entstanden 1570 und im zweiten Viertel des 16. Jahrhunderts. Ein giebelständiger Anbau südlich des Wohnbaus wurde erst im Jahr 1900 nach Entwürfen der damaligen Gräfin Schaffgotsch errichtet.

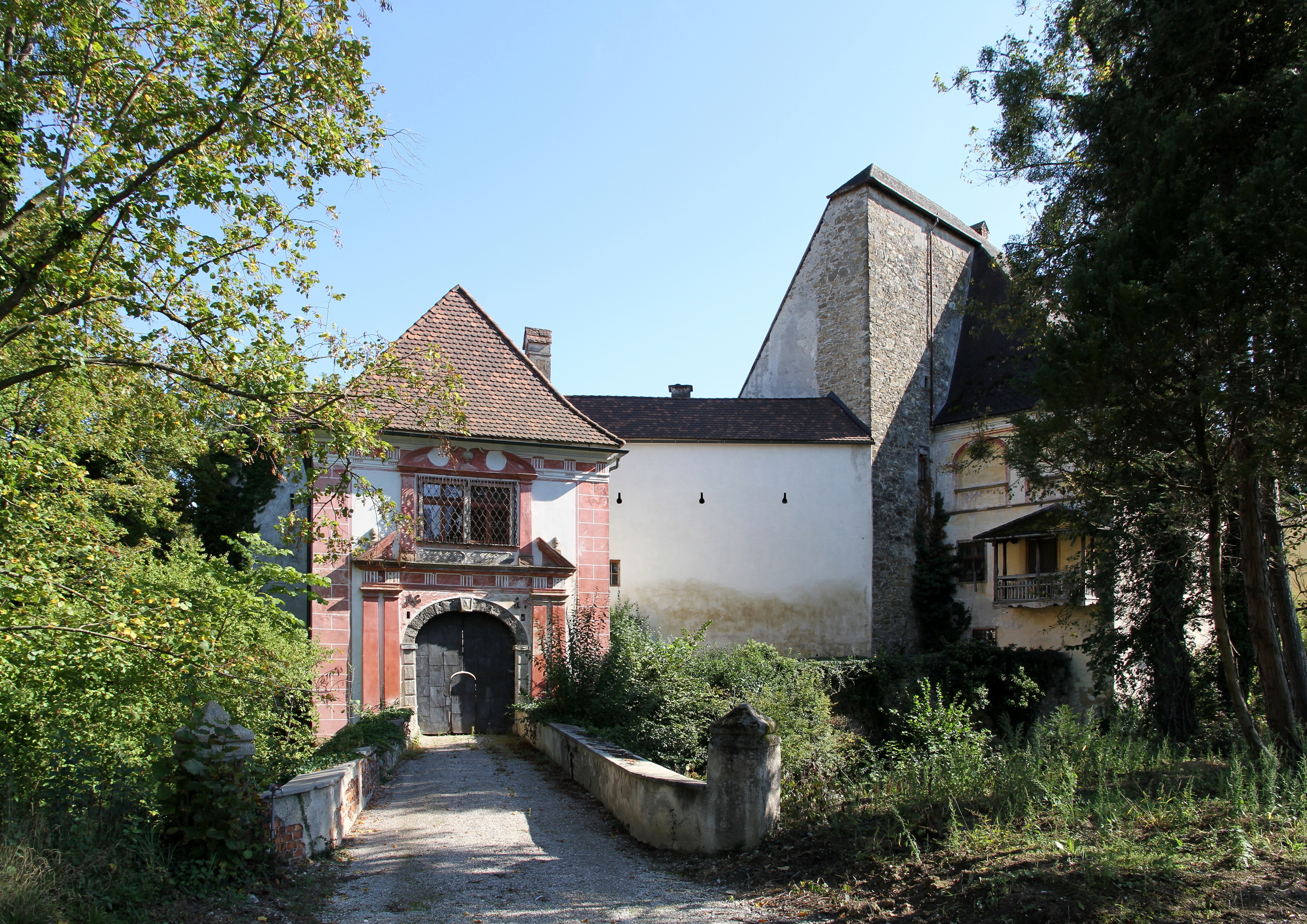
Nördlicher Torbau mit Renaissanceportal

Von dem auf der Vischer-Darstellung gezeigten Torturm an der Nordseite ist heute nur noch das prunkvolle Renaissanceportal erhalten. Zu seinem rustizierten korbbogigen Tor mit Sprenggiebelgebälk und toskanischen Doppelpilastern führt eine gemauerte Bogenbrücke. Die aufwändig gestaltete Fassade des zweigeschoßigen Torbaus stammt ansonsten aus dem Jahr 1698. An der zum Schlosshof zeigenden Seite besitzt der Torbau im Obergeschoß einen barocken Arkadengang.
Die gleiche Art Arkadengang besitzt auch der an den Torbau angrenzende nördliche Teil des östlichen Schlosstrakts. Manche Bauten dieses Flügels sind durch Pfeiler und Futtermauern gegen ein Abrutschen in den Fluss gestützt. Der Bibliotheksbau stammt aus der zweiten Hälfte des 15. Jahrhunderts. In seinem Inneren sind sowohl der Holzfußboden als auch die Sitznischenfenster noch original erhalten. Im Mittelbau des Osttrakts finden sich noch Fragmente von einfarbigen Seccomalereien aus dem dritten Viertel des 18. Jahrhunderts. Im südlichen Bereich besitzt die Hoffassade des Ostflügels im Erdgeschoß überwölbte Pfeilernischen, während das Obergeschoß Arkadengänge mit Kreuzgratgewölbe aus dem 16./17. Jahrhundert aufweist. Die Südost-Ecke des Schlossareals wird von einem zweiflügeligen Gebäude mit hohem Steildach eingenommen. Sein südlicher Flügel stößt an den südlichen Portalturm und zeigt zum Hof einen dreigeschoßigen Erker sowie eine überdachte Außentreppe. Ein Teil dieses südlichen Gebäudeflügels wurde im 16. bis 17. Jahrhundert als Gefängnis genutzt.

### Vorburg
Südlich des Hauptschlosses liegt der Vorburgbereich mit ehemaligen Wirtschaftsgebäuden, deren Wurzeln in das 15. Jahrhundert zurückreichen. Die fast 90 Meter breite Eingangsfront war früher zur Siedlung hin durch einen großen Graben getrennt. Dieser ist heute größtenteils verfüllt. Weiteren Schutz boten eine monumentaler Torturm sowie zwei viereckige Ecktürme, von denen aber nur Reste des Westturms und der umgebaute Ostturm erhalten sind.
Die Westseite und westliche Südseite der Vorburg wird von einem ehemaligen Stall- und Remisengebäude eingenommen, das im 18. Jahrhundert errichtet wurde. An der östlichen Südseite steht ein Speichergebäude mit Walmdach aus der ersten Hälfte des 19. Jahrhunderts. Es grenzt an den erhaltenen östlichen Wehrturm aus dem 15./16. Jahrhundert mit seinen zwei Geschoßen aus Bruchsteinmauerwerk und einem pfannengedeckten Mansarddach.
Im Bereich des Wirtschaftshofs steht auch ein ehemaliger Teepavillon in Form eines kleinen historistischen Tempels aus der zweiten Hälfte des 19. Jahrhunderts. Ursprünglich stand er im südlichen Teil des Landschaftsparks und wurde erst in den 1940er Jahren an seinen heutigen Standort versetzt.

### Schlosspark

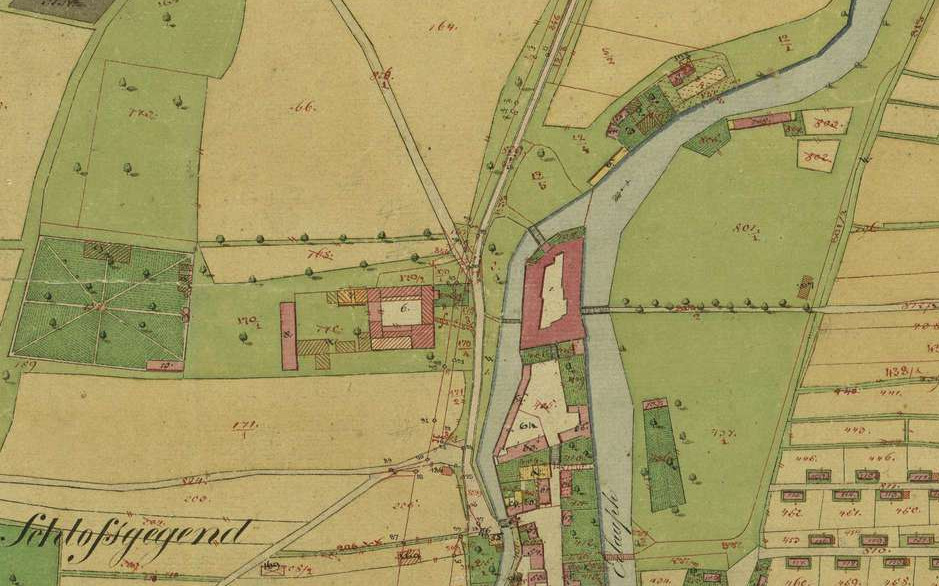
Schloss Purgstall samt dem Ziergarten bei der Schlossmeierei und den seinerzeit noch unbepflanzten Flächen östlich der Erlauf; Abbildung im Franziszeischen Kataster von 1822

Schon auf dem Franziszeischen Kataster von 1822 ist jenseits des Feichsenbachs bei der Schlossmeierei ein herrschaftlicher Ziergarten mit Orangerie verzeichnet. Das Gartengeviert war sternförmig von acht Wegen durchzogen, ist aber heute nur noch als Grünfläche erhalten.
Der heutige Schlosspark besteht aus den teilweise erhaltenen Schlossgärten, die nach 1898 von Herbert Graf Schaffgotsch persönlich mit zahlreichen Bäumen bepflanzt wurden, und dem großen Landschaftspark östlich der Erlauf, der schon 1859 bis 1865/1870 unter Herberts Vater Hermann angelegt wurde. Sein damals mehrheitlich mit Koniferen bepflanztes Areal war früher durch eine von Osten in Verlängerung des heutigen Zehentwegs gerade auf das Schloss zulaufende Allee geteilt. Diese ist heute aber genau wie die dazugehörende Brücke über die Erlauf nicht mehr erhalten.
Viele Gestaltungsdetails des Schlossparks sind nach dem Verkauf der Anlage im Jahr 1933 verloren gegangen, und ein Teil des Parks jenseits der Erlauf wurde umgewidmet, aber trotzdem ist noch viel von dem alten Baumbestand vorhanden. Zu den im Schlosspark wachsenden Pflanzen zählen zum Beispiel Ginkgo, Berg-Ahorn, mehrere Arten Spitzahorn, Blut- und Rotbuchen, Christusdorn, Stiel- und Roteiche, Weymouth-Kiefer, Scheinzypressen, Lebensbäume sowie Mammutbäume.